# Abborrasjö (Töllsjö socken, Västergötland)
Abborrasjö är en sjö i Bollebygds kommun i Västergötland och ingår i Rolfsåns huvudavrinningsområde.